# Jammala
Jammala (àrab: جمّالا, Jammālā) és un antic municipi palestí en la governació de Ramal·lah i al-Bireh al centre de Cisjordània, situat 18 kilòmetres al nord-oest de Ramal·lah. Segons l'Oficina Central d'Estadístiques de Palestina (PCBS), el campament tenia 1.453 habitants en 2006. Des de 1997 forma part del nou municipi d'Al-Ittihad.

## Història
Segons el cens elaborat en 1931 per les autoritats del Mandat Britànic, Jammala tenia 164 habitants, en 53 cases.